# Heleomyza maculipennis
Heleomyza maculipennis är en tvåvingeart som först beskrevs av Becker 1897.  Heleomyza maculipennis ingår i släktet Heleomyza och familjen myllflugor. Inga underarter finns listade i Catalogue of Life.